# Cicognolo
Cicognolo – miejscowość i gmina we Włoszech, w regionie Lombardia, w prowincji Cremona.
Według danych na rok 2004 gminę zamieszkiwało 850 osób, 141,7 os./km².